# Hakra-aardewerkcultuur
De Hakra-aardewerkcultuur is de archeologische cultuur uit de periode 3800-3200 v.Chr. toen de eerste nederzettingen zich vormden in Bahawalpur in de Cholistan-woestijn langs de Ghaggar-Hakra-rivier. Deze fase in de regionaliseringsperiode van Jim G. Shaffer werd voorafgegaan door het Togau-aardewerk en viel samen met het westelijkere Kechi Beg-aardewerk. Na deze fase begon vroeg-Harappa met de Kot Dijicultuur.
Er zijn 99 sites uit de Hakrafase bekend, variërend van 5 hectare tot 20-30 ha. Ongeveer de helft (52,5%) daarvan waren volgens Mohammad Rafique Mughal tijdelijke kampen, terwijl de overige nederzettingen een meer permanent karakter hadden. De tijdelijke kampen zouden tijdens de Kot Diji-fase afnemen naar zo'n 7,5%, maar tijdens de Hakra-fase speelde het pastoralisme blijkbaar nog een belangrijke rol.
In enkele nederzettingen was sprake van specialisatie van ambachten. Naast het typische aardewerk zijn er microlieten, slijpstenen, kralen, terracotta's van vee en koperen artefacten gevonden, zoals in Valwali. In Cholistan zijn de artefacten beperkt tot oppervlaktevondsten. Ook buiten de Hakravallei is het aardewerk echter teruggevonden, zoals in tijdens opgravingen in Jalilpur I en Harappa I. Deze vroege fase van Harappa lag tussen 3500/3300-2800 v.Chr. en wordt ook wel de Ravifase van de Hakracultuur genoemd, toen de nederzetting nog slechts uit houten hutten met bepleisterd riet bestond. Ook in Rakhigarhi is Hakra-aardewerk aangetroffen, maar bewoning lijkt daar pas echt tijdens de Sothi-Siswalfase te zijn begonnen.
Deze periode lijkt meer groei en consolidatie dan nieuwe ontwikkelingen te hebben gekend. Ook was er een trek uit het Beloetsjistan van Mehrgarh en Kechi Beg naar Punjab.
Naast het Hakra-aardewerk is veelal handgemaakt en grof met eenvoudige beschilderingen van onder meer golf- en touwpatronen. Verder worden rood aardewerk met zwart slib onderscheiden en de Ravi-fase.